# Бейлор (кратер)
Кратер Бейлор (англ. Craters Balor) — метеоритний кратер на Європі, супутнику Юпітера.

## Характеристики
Утворився на місці падіння на поверхню супутника Європа космічного метеорита, якого притягнув у свою орбіту масивний Юпітер. Внаслідок чого сформувався ударний кратер з діаметром 4,8 кілометра. Центр кратера розташовано за координатами 52,8° пд. ш., та 97,8° зх. д.
Вперше про льодовий кратер довідалися у 2000 році, після дослідження поверхні супутника телескопами з Землі. Названий на ім'я бога ночі Бейлора, з оком, що наводить порчу — смерть, герой кельтської міфології.